# 时乃风
时乃风，清朝政治人物。
时乃风曾于1885年接替博润任松江府知府一职，1885年由姚丙吉接任。